# Basilepta fabrei
Basilepta fabrei es un coleóptero de la familia Chrysomelidae.
Fue descrita científicamente por primera vez en 1887 por Lefevre.